# کف زدن

ایموجی دست زدن

کف زدن یا دست زدن عمل زدن کف دست‌ها به هم جهت تأیید یا ایجاد آلودگی صوتی است. مخاطب معمولاً بعد از یک اجرا از قبیل کنسرت موسیقی، سخنرانی یا تئاتر یا نمایش به‌عنوان نشانه‌ای جهت خوشحالی و تأیید آن را به کار می‌برد.